# Irmin Schmidt
Irmin Schmidt (ur. 29 maja 1937 w Berlinie) – niemiecki muzyk i kompozytor, współzałożyciel zespołu Can.

## Życiorys
Irmin Schmidt jest absolwentem Konserwatorium w Dortmundzie, Folkwang Hochschule w Essen, Mozarteum w Salzburgu oraz Hochschule für Musik w Kolonii. Po zdobyciu wykształcenia współpracował jako dyrygent z Bochumer Sinfoniker i Wiener Symphoniker.
Od 1962 kierował założonym przez siebie zespołem Dortmunder Ensemble für Neue Musik. Jako dyrygent otrzymał kilka nagród. W latach następnych był szefem orkiestry Stadttheater Aachen w Akwizgranie, a ponadto piastował stanowisko docenta ds. musicalu i pieśni w Schauspielschule w Bochum. Ma na swym koncie również występy w charakterze pianisty.
W 2 poł. lat 60. Irmin Schmidt zaczął interesować się powstającym wówczas rockiem progresywnym. W 1968 zakłada razem z Holgerem Czukayem, Michaelem Karoli i Jakim Liebezeitem zespół Can, w ramach którego wspólnie z kolegami realizował nowatorskie wizje muzyczne.
Po rozpadzie zespołu w 1978 Irmin Schmidt poświęcił się karierze solowej. Dał też znać o sobie jako kompozytor muzyki filmowej.
Według powieści Gormenghast Mervyna Peake’a Schmidt skomponował operę pod tym samym tytułem. Premiera opery miała miejsce w Wuppertalu 15 listopada 1998, po czym została jeszcze wystawiona w kilku miejscach. W 1999 ukazała się na płycie CD.
Z Deutschen Oper am Rhein w Düsseldorfie otrzymał natomiast Irmin Schmidt zamówienie napisania muzyki do baletu La Fermosa Youri Vàmosa. Prapremiera sztuki miała miejsce w 2008.
Żona artysty, Hildegard Schmidt kieruje od 1974 firmową wytwórnią płytową zespołu Can, Spoon Records.

## Dyskografia (wybór)
- 1980 Filmmusik
- 1981 Filmmusik Vol.2
- 1983 Filmmusik, Vols. 3 & 4
- 1983 Rote Erde soundtrack
- 1987 Musk At Dusk
- 1989 Filmmusik Vol.5
- 1990 Toy Planet (z Bruno Spörrim)
- 1991 Impossible Holidays
- 1991 Le Weekend (maxi single)
- 1994 Soundtracks 1978-1993
- 1999 Gormenghast
- 2001 Masters Of Confusion (z Kumo)
- 2008 Flies, Guys and Choirs (z Kumo) DVD
- 2008 Axolotl Eyes (z Kumo)
- 2008 Palermo Shooting (soundtrack)